# Tethra

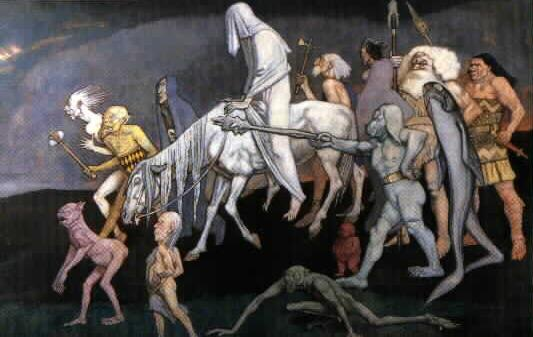
Los fomorianos, pintura de John Duncan, 1912.

Tethra era el dios de la muerte para los antiguos irlandeses. En la mitología irlandesa era el dios de la oscuridad primigenia. El dios del principio de la oscuridad y rey de los fomoireos, los dioses celtas de la muerte, los cuales enfrentaron a los Tuatha De Danann, pueblo invasor que gobernó Irlanda hasta la llegada de los hijos de Milé. El dios Tethra no tenía un rostro atractivo, parecía que había sido trabajado con un hierro candente y sus ojos eran ardientes. Fue el rey de los fomorianos antes que Balor, hasta que perdió las cuatro batallas de Maige Tuired, tras su derrota se trasladó a la tierra de los muertos y allí se volvió el rey de los muertos. Tethra de los fomorianos gobernó Mag Mell después de morir en la segunda batalla de Maige Tuired. Según la mitología, las palabras "eres un campeón para el pueblo de Tethra" no pueden significar que Tethra sea un dios de los muertos sino que Connla es un poderoso guerrero, uno de los que Tethra, un dios de la guerra, habría aprobado. Mientras Blackfire y Tethra se enfrentaban en el planeta Luna, los Guardianes y los Demonios luchaban a muerte. Blackfire y Tethra se enfrentaron con espadas y magia durante tres días seguidos antes de que Blackfire hiriera a Tethra con un golpe mortal. Luego de haber perdido todas esas batallas se convirtió en el rey de los muertos, dejó Irlanda con su ejército de demonios y se fue a gobernar el inframundo.